# Goleši
Goleši so naselje v mestu Banjaluka, Bosna in Hercegovina. 

## Deli naselja
Ćutkovići, Damjanovići, Divljaci, Dobraši, Đurđevići, Galići, Goleši, Grmuše, Jankovići, Jovići, Kiklići, Kudre, Lojići, Marići, Matići, Miloševići, Moconje, Pantoši, Petkovići, Ruževići, Škrbići, Veriši, Vidovići in Vučići.

## Prebivalstvo
| Pregled števila prebivalcev po letih | Pregled števila prebivalcev po letih | Pregled števila prebivalcev po letih | Pregled števila prebivalcev po letih | Pregled števila prebivalcev po letih | Pregled števila prebivalcev po letih |
| ------------------------------------ | ------------------------------------ | ------------------------------------ | ------------------------------------ | ------------------------------------ | ------------------------------------ |
| 1948                                 | 1953                                 | 1961                                 | 1971                                 | 1981                                 | 1991                                 |
| -                                    | -                                    | 1.455                                | 1.348                                | 1.040                                | 827                                  |

| Narodna sestava prebivalstva po letih                                                                                          | Narodna sestava prebivalstva po letih                                                                                           | Narodna sestava prebivalstva po letih                                                                                      |
| --- | --- | --- |
| 1971 | 1981 | 1991 |
| . skupaj: 1.348 Srbi 1.343 (99,62 %) Muslimani 2 (0,14 %) Hrvati 0 (0,00 %) Jugoslovani 0 (0,00 %) drugi in neznano 3 (0,22 %) | . skupaj: 1.040 Srbi 1.010 (97,11 %) Hrvati 2 (0,19 %) Muslimani 1 (0,09 %) Jugoslovani 5 (0,48 %) drugi in neznano 22 (2,11 %) | . skupaj: 827 Srbi 820 (99,15 %) Hrvati 0 (0,00 %) Muslimani 0 (0,00 %) Jugoslovani 2 (0,24 %) drugi in neznano 5 (0,60 %) |